# Szárliget, Komárom-Esztergom
Szárliget  este un sat în districtul Tatabánya, județul Komárom-Esztergom, Ungaria, având o populație de 2.310 locuitori (2011). 

## Demografie
Componența etnică a satului Szárliget
     Maghiari (95,39%)
     Germani (3,12%)
     Necunoscut (1,1%)
     Slovaci (0,38%)
     Alții (1,1%)
Componența confesională a satului Szárliget
     Fără religie (39,91%)
     Romano-catolici (24,42%)
     Reformați (7,71%)
     Atei (1,56%)
     Necunoscută (25,45%)
     Alte religii (2,68%)
Conform recensământului din 2011, satul Szárliget avea 2.310 locuitori. Din punct de vedere etnic, majoritatea locuitorilor (95,39%) erau maghiari, cu o minoritate de germani (3,12%). Apartenența etnică nu este cunoscută în cazul a 1,1% din locuitori. Nu există o religie majoritară, locuitorii fiind persoane fără religie (39,91%), romano-catolici (24,42%), reformați (7,71%) și atei (1,56%). Pentru 25,45% din locuitori nu este cunoscută apartenența confesională.